# Rouvray, Côte-d'Or
Rouvray är en kommun i departementet Côte-d'Or i regionen Bourgogne-Franche-Comté i östra Frankrike. Kommunen ligger i kantonen Saulieu som tillhör arrondissementet Montbard. År 2022 hade Rouvray 503 invånare.

## Befolkningsutveckling
Antalet invånare i kommunen Rouvray
Referens:INSEE